# Satellite Award/Film/Bester Filmschnitt
Mit dem Satellite Award Bester Filmschnitt werden die herausragenden Leistungen der Editoren eines Films geehrt.
| Statistik (bis einschließlich Satellite Awards 2022) |                                                                                       |
| Am häufigsten honorierter Editor (je zwei Siege)     | Alan Baumgarten Conrad Buff IV Jay Cassidy John Gilbert Crispin Struthers William Hoy |
| Am häufigsten nominierter Editor                     | Lee Smith (sechs Nominierungen, ohne Sieg)                                            |

Es wird immer jeweils der Filmschnitt eines Films des Vorjahres ausgezeichnet.

## Nominierungen und Gewinner

### 1996–1999
| Jahr | Preisträger                          | Film                  | Nominierungen |
| 1996 | David Brenner                        | Independence Day      | Walter Murch für Der englische Patient Roderick Jaynes für Fargo Paul Hirsch für Mission: Impossible Jill Bilcock für William Shakespeares Romeo + Julia |
| 1997 | Richard A. Harris und Conrad Buff IV | Titanic               | Richard Francis-Bruce für Air Force One Michael Kahn für Amistad Dylan Tichenor für Boogie Nights Peter Honess für L.A. Confidential |
| 1998 | Michael Kahn                         | Der Soldat James Ryan | Carol Littleton für Menschenkind William Goldenberg für Pleasantville – Zu schön, um wahr zu sein David Gamble und Christopher Greenbury für Shakespeare in Love Leslie Jones, Saar Klein und Billy Weber für Der schmale Grat                                                        |
| 1999 | Andrew Mondshein                     | The Sixth Sense       | Tariq Anwar und Christopher Greenbury für American Beauty Monica Anderson und Brian Johnson für Buena Vista Social Club William Goldenberg, David Rosenbloom und Paul Rubell für Insider Chris Lebenzon und Joel Negron für Sleepy Hollow Walter Murch für Der talentierte Mr. Ripley |

### 2000–2009
| Jahr | Preisträger                                  | Film                                 | Nominierungen |
| 2000 | Conrad Buff IV                               | Thirteen Days                        | Tim Squyres für Tiger and Dragon Pietro Scalia für Gladiator Steven Kemper und Christian Wagner für Mission: Impossible II Stephen Mirrione für Traffic – Macht des Kartells                                                                                 |
| 2001 | John Gilbert                                 | Der Herr der Ringe: Die Gefährten    | Hervé Schneid für Die fabelhafte Welt der Amélie Daniel P. Hanley und Mike Hill für A Beautiful Mind – Genie und Wahnsinn Richard Francis-Bruce für Harry Potter und der Stein der Weisen Jill Bilcock für Moulin Rouge                                      |
| 2002 | Thelma Schoonmaker                           | Gangs of New York                    | Dody Dorn für Insomnia Michael J. Horton für Der Herr der Ringe: Die zwei Türme Jeffrey Ford für One Hour Photo Eric Zumbrunnen für Adaption – Der Orchideen-Dieb                                                                                            |
| 2003 | Victor Du Bois und Steven Rosenblum          | Last Samurai                         | Lisa Zeno Churgin für Haus aus Sand und Nebel Jamie Selkirk für Der Herr der Ringe: Die Rückkehr des Königs Lee Smith für Master & Commander – Bis ans Ende der Welt Joel Cox für Mystic River William Goldenberg für Seabiscuit – Mit dem Willen zum Erfolg |
| 2004 | Jim Miller und Paul Rubell                   | Collateral                           | Thelma Schoonmaker für Aviator John Bloom und Antonia Van Drimmelen für Hautnah Long Cheng für House of Flying Daggers Dylan Tichenor für Lemony Snicket – Rätselhafte Ereignisse Bob Murawski für Spider-Man 2                                              |
| 2005 | Geraldine Peroni und Dylan Tichenor          | Brokeback Mountain                   | Robert Rodriguez für Sin City Angie Lam für Kung Fu Hustle Walter Murch für Jarhead – Willkommen im Dreck Michael Kahn für Krieg der Welten Stephen Mirrione für Good Night, and Good Luck.                                                                  |
| 2006 | Mark Helfrich, Mark Goldblatt und Julia Wong | X-Men: Der letzte Widerstand         | Douglas Crise und Stephen Mirrione für Babel Virginia Katz für Dreamgirls Joel Cox für Flags of Our Fathers William Goldenberg für Miami Vice |
| 2007 | Pietro Scalia                                | American Gangster                    | Jill Savitt für Die Regeln der Gewalt Roderick Jaynes für No Country for Old Men Richard Marizy für La vie en rose Christopher Rouse für Das Bourne Ultimatum Ronald Sanders für Tödliche Versprechen – Eastern Promises                                     |
| 2008 | Dan Lebental und Glen Scantlebury            | Iron Man                             | Dody Dorn und Michael McCusker für Australia Lee Smith für The Dark Knight Daniel P. Hanley und Mike Hill für Frost/Nixon Matt Chessé und Rick Pearson für Ein Quantum Trost Chris Dickens für Slumdog Millionär                                             |
| 2009 | Chris Innis und Bob Murawski                 | Tödliches Kommando – The Hurt Locker | David Brenner und Peter S. Elliot für 2012 Angie Lam, Yang Hongyu, Robert A. Ferretti und David Wu für Red Cliff Julian Clarke für District 9 Greg Finton für It Might Get Loud Claire Simpson und Wyatt Smith für Nine                                      |

### 2010–2019
| Jahr | Preisträger                                        | Film                              | Nominierungen |
| 2010 | Robert Frazen                                      | Please Give                       | Chris Lebenzon und Robert Duffy für Unstoppable – Außer Kontrolle Dylan Tichenor für The Town – Stadt ohne Gnade Kirk Baxter und Angus Wall für The Social Network Thelma Schoonmaker für Shutter Island Lee Smith für Inception                                                            |
| 2011 | Chris Gill                                         | The Guard – Ein Ire sieht schwarz | Kevin Tent für The Descendants – Familie und andere Angelegenheiten Mat Newman für Drive Joe Walker für Shame Michael Kahn für Gefährten Aaron Marshall, John Gilroy, Matt Chessé und Sean Albertson für Warrior                                                                            |
| 2012 | Jay Cassidy und Crispin Struthers                  | Silver Linings                    | Alexander Berner für Cloud Atlas Jeremiah O’Driscoll für Flight Chris Dickens und Melanie Ann Oliver für Les Misérables Lisa Bromwell für The Sessions – Wenn Worte berühren Dylan Tichenor und William Goldenberg für Zero Dark Thirty                                                     |
| 2013 | Alan Baumgarten, Jay Cassidy und Crispin Struthers | American Hustle                   | Joe Walker für 12 Years a Slave Alfonso Cuarón und Mark Sanger für Gravity Joel Cox und Gary D. Roach für Prisoners Daniel P. Hanley und Mike Hill für Rush – Alles für den Sieg Thelma Schoonmaker für The Wolf of Wall Street                                                             |
| 2014 | William Hoy und Stan Salfas                        | Planet der Affen: Revolution      | Gary D. Roach und Joel Cox für American Sniper Douglas Crise und Stephen Mirrione für Birdman oder (Die unverhoffte Macht der Ahnungslosigkeit) Sandra Adair für Boyhood Dody Dorn und Jay Cassidy für Herz aus Stahl William Goldenberg für The Imitation Game – Ein streng geheimes Leben |
| 2015 | Joe Walker                                         | Sicario                           | Michael Kahn für Bridge of Spies – Der Unterhändler Affonso Gonçalves für Carol Pietro Scalia für Der Marsianer – Rettet Mark Watney Lee Smith für James Bond 007: Spectre Elliot Graham für Steve Jobs                                                                                     |
| 2016 | John Gilbert                                       | Hacksaw Ridge – Die Entscheidung  | Steven Rosenblum für The Birth of a Nation – Aufstand zur Freiheit Tim Squyres für Die irre Heldentour des Billy Lynn Tom Cross für La La Land Alexandre de Franceschi für Lion – Der lange Weg nach Hause Joi McMillon und Nat Sanders für Moonlight                                       |
| 2017 | William Hoy                                        | Planet der Affen: Survival        | Jonathan Amos für Baby Driver Valerio Bonelli für Die dunkelste Stunde Jon Gregory für Three Billboards Outside Ebbing, Missouri Lee Smith für Dunkirk Sidney Wolinsky für Shape of Water – Das Flüstern des Wassers                                                                        |
| 2018 | Alfonso Cuarón                                     | Roma                              | Tom Cross für Aufbruch zum Mond Barry Alexander Brown für BlacKkKlansman Joi McMillon und Nat Sanders für If Beale Street Could Talk Jay Cassidy für A Star Is Born Joe Walker für Widows – Tödliche Witwen                                                                                 |
| 2019 | Andrew Buckland und Michael McCusker               | Le Mans 66 – Gegen jede Chance    | Lee Smith für 1917 Jeff Groth für Joker Thelma Schoonmaker für The Irishman Jennifer Lame für Marriage Story Christopher Dickens für Rocketman |

### Ab 2020
| Jahr | Preisträger     | Film                              | Nominierungen |
| 2020 | Alan Baumgarten | The Trial of the Chicago 7        | Yorgos Lamprinos für The Father Kirk Baxter für Mank Harry Yoon für Minari – Wo wir Wurzeln schlagen Chloé Zhao für Nomadland Tariq Anwar für One Night in Miami                                 |
| 2021 | Joe Walker      | Dune                              | Úna Ní Dhonghaíle für Belfast Pamela Martin für King Richard Andy Jurgensen für Licorice Pizza Peter Sciberras für The Power of the Dog Myron Kerstein und Andrew Weisblum für Tick, Tick… Boom! |
| 2022 | Paul Rogers     | Everything Everywhere All at Once | Jonathan Redmond und Matt Villa für Elvis Sarah Broshar und Michael Kahn für Die Fabelmans Monika Willi für Tár Eddie Hamilton für Top Gun: Maverick Terilyn A. Shropshire für The Woman King    |
| 2023 | Kevin Tent      | The Holdovers                     | Nick Houy für Barbie Thelma Schoonmaker für Killers of the Flower Moon Michelle Tesoro für Maestro Jennifer Lame für Oppenheimer Yorgos Mavropsaridis für Poor Things                            |
| 2024 | Joe Walker      | Dune: Part Two                    | Sean Baker für Anora Dávid Jancsó für Der Brutalist Juliette Welfling für Emilia Pérez Sam Restivo und Claire Simpson für Gladiator II Nick Emerson für Konklave                                 |